# Morio Higaonna
Morio Higaonna 東恩納 盛男 (Higaonna Morio?) (Naha, 25 dicembre 1938) è un artista marziale giapponese.
Fondatore e capo istruttore dell'International Okinawan Goju-ryu Karate-do Federation (IOGKF)..
Detiene il 10º dan che è il grado più alto nel karate Goju-ryu.

## Primi anni
Higaonna nacque il 25 dicembre 1938 a Naha ad Okinawa. All'età di 14 anni egli inizialmente studiò il karate Shōrin-ryū con il padre e con il suo amico Tsunetaka Shimabukuro.
Nel 1955, per intercessione di Shimabukuru, iniziò ad allenarsi sotto Ei'ichi Miyazato  che era succeduto al fondatore dello stile Chojun Miyagi alla sua morte. Myazato insegnò dojo in giardino in casa Miyagi fino al 1956, quando, in accordo con la famiglia Miyagi, costruì il dojo Jundokan presso il quale si spostarono tutti gli allievi.
Higaonna rimase al Jundokan fino al 1960, seguito da vicino da An'ichi Miyagi (allievo anziano di Myazato e prima ancora di Chojun Miyagi), quando si trasferì a Tokyo per l'università.
Sarà proprio a Tokyo che Higaonna aprirà il suo primo Dojo che incontrò un importante successo di pubblico, anche tra gli occidentali.
Nel 1979 Morio Higaonna insieme a An'ichi Miyagi, Ken Miyagi (quarto figlio di Miyagi) e altri anziani allievi la International Okinawan Goju-Ryu Karate-Do Federation (IOGKF), con lo scopo di mantenere inalterate le tecniche originali del Goju-Ryu. An'ichi Miyagi fu nominato presidente onorario; Morio Higaonna fu designato capo istruttore.